# كالوم هارت
كالوم هارت (بالإنجليزية: Callum Hart)‏ (21 ديسمبر 1985 بكارديف في المملكة المتحدة - ) هو لاعب كرة قدم بريطاني في مركز الدفاع. لعب مع نادي بريستول سيتي ونادي بورنموث ونادي فارنبوروه وSalisbury F.C. ‏ ونادي سالزبري سيتي وWeston-super-Mare A.F.C. ‏ وساتون يونايتد ونادي باث سيتي ونادي ويموث.

## وصلات خارجية
- كالوم هارت على موقع قاعدة بيانات كرة القدم.إي يو (الإنجليزية)
- كالوم هارت على موقع Soccerbase.com (لاعب) (الإنجليزية)